# Ensemble pour bâtir
Ensemble pour bâtir, abrégé en EPB, est une coalition politique ivoirienne formée pour les élections législatives de 2021.
La coalition réunie le Front populaire ivoirien (FPI), l'Union pour la démocratie et la paix en Côte d'Ivoire (UDPCI) d'Albert Toikeusse Mabri, le Congrès panafricain pour la justice et l'égalité des peuples (COJEP) de Charles Blé Goudé ainsi que le mouvement Agir de Martial Ahipeaud.

## Résultats électoraux

### Élections législatives
| Année | Voix   | %    | Élus    | Rang |
| ----- | ------ | ---- | ------- | ---- |
| 2021  | 53 826 | 2,01 | 8 / 255 | 5e   |